# 王觀國
王觀國（？—12世纪？），長沙人。宋代官员與學者，他約於宋高宗紹興壬戌（1152年）前後在世，擔任左承務郎知汀州寧化縣，事迹不见于宋史湖广通志。
王觀國著有《學林》十卷，內容主要以考證字體、字音與字型為主，包括了許多詳盡的考據，是學術性很強的筆記著作。
1. ↑  .   [2021-12-31]. （原始内容存档于2021-12-31）.